# Bractwo Różańcowe

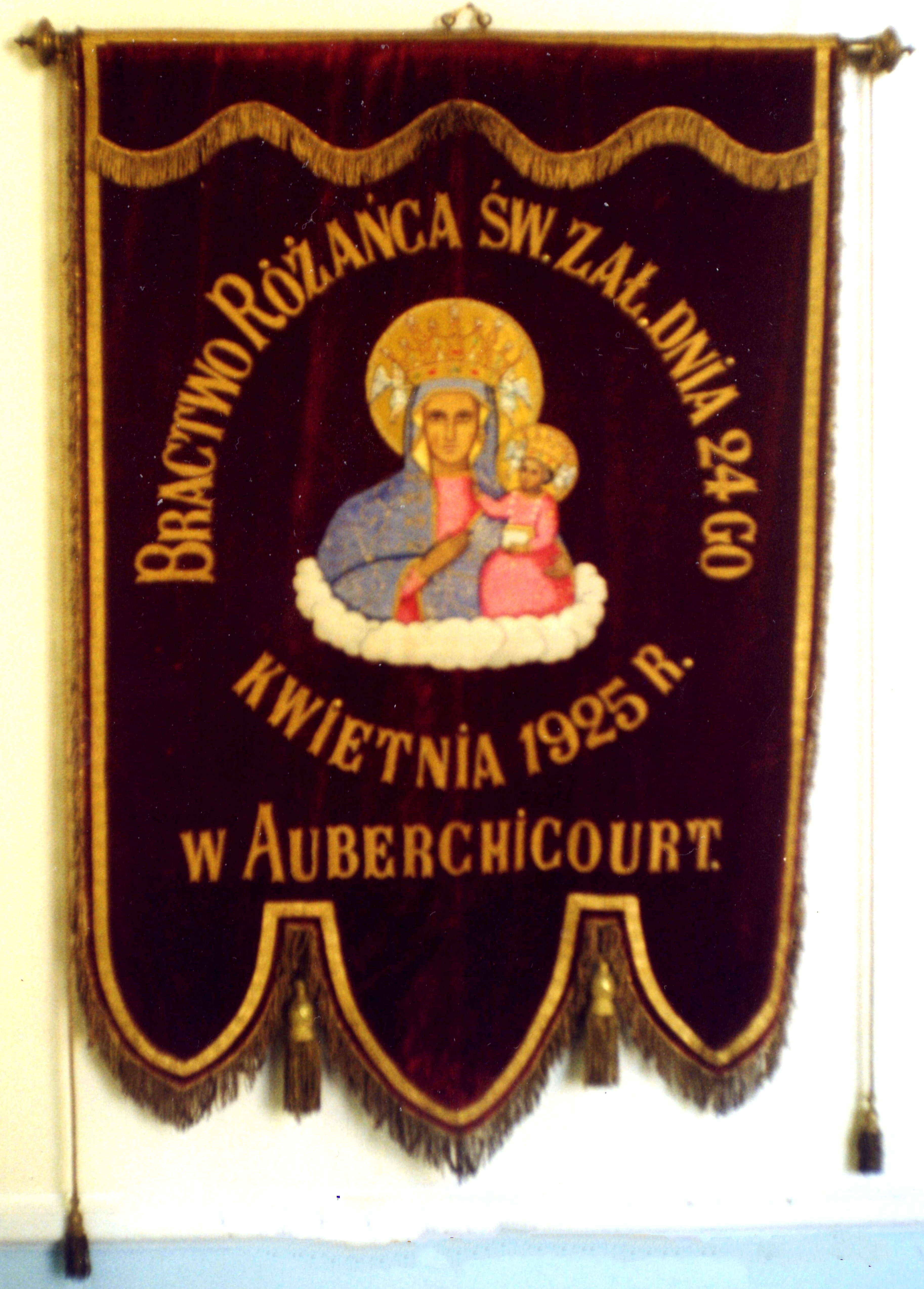
Ze zbiorów Muzeum Dyplomacji i Uchodźstwa Polskiego w Bydgoszczy.

Bractwo Różańcowe – wspólnota osób, która modlitwą różańcową wspiera apostolską działalność Zakonu Kaznodziejskiego. Idea Bractwa Różańcowego wywodzi się od św. Dominika, a rozpowszechniona została przez bł. Alana z La Roche dzięki zorganizowaniu pierwszego bractwa, które zbierało się w Douai by odmawiać Pozdrowienie Anielskie (1464-1468). Pierwsze Bractwo Różańcowe założył w Kolonii 8 września 1475 roku Jakub Sprenger.
Najstarsze wspólnoty w Polsce powstały: we Wrocławiu – w 1481 r., w Krakowie – 1484, w warszawskim konwencie św. Jacka – 1604, w Międzyrzecu Podlaskim - 1614, w Tuchowie - 1615, w Gidlach – 1616, w Poznaniu – 1630.
Do wspólnoty Bractwa Różańcowego należą osoby, które podjęły decyzję odmawiania w ciągu tygodnia dowolnie wybranych piętnastu tajemnic różańcowych. Sprawą istotną jest tu modlitwa za wszystkie Bractwa Różańcowe na całym świecie i za zakon dominikański. Można się także modlić we wszystkich innych intencjach Kościoła, intencjach osobistych, a także intencjach innych wspólnot różańcowych, na przykład Żywego Różańca. Czas i miejsce nie mają znaczenia. Decyzja o przystąpieniu do tej wspólnoty modlitewnej odnotowana zostaje w Księdze Bractwa.